# Valle de las Musas
El Valle de las Musas (en griego: Κοιλάδα των Μουσών, romanizado: Koiláda ton Mousón) era una antigua zona de santuarios dedicada a las musas al este del monte Helicón (actual Elikónas), en el suroeste de Beocia, Grecia. Estaba bajo la jurisdicción de la cercana ciudad de Tespias. Su yacimiento arqueológico se encuentra en el actual municipio de Alíartos-Thespiés, cerca de los pueblos de Thespiés y Áskri.

## Geografía
El valle de las Musas se encuentra al este del monte Helicón. En su lado norte se encuentra la cordillera Leibethrion (actual Koufospithári). Los ríos mencionados que fluyen en el valle son Lamos, Permeso y Olmeo. Cerca de allí, en el monte Helicón, se encontraban los manantiales de Aganipe e Hipocrene, ambos también dedicados a una musa. En la antigüedad, el valle albergaba los pueblos de Ascra, Cereso, Donacón y Leontarne. Ascra estaba situada más al oeste que el actual pueblo de Áskri (antiguamente Palaiopanagiá). Hoy en día, el valle se utiliza principalmente para la agricultura, con cultivos como el olivo, los cereales y el vino.

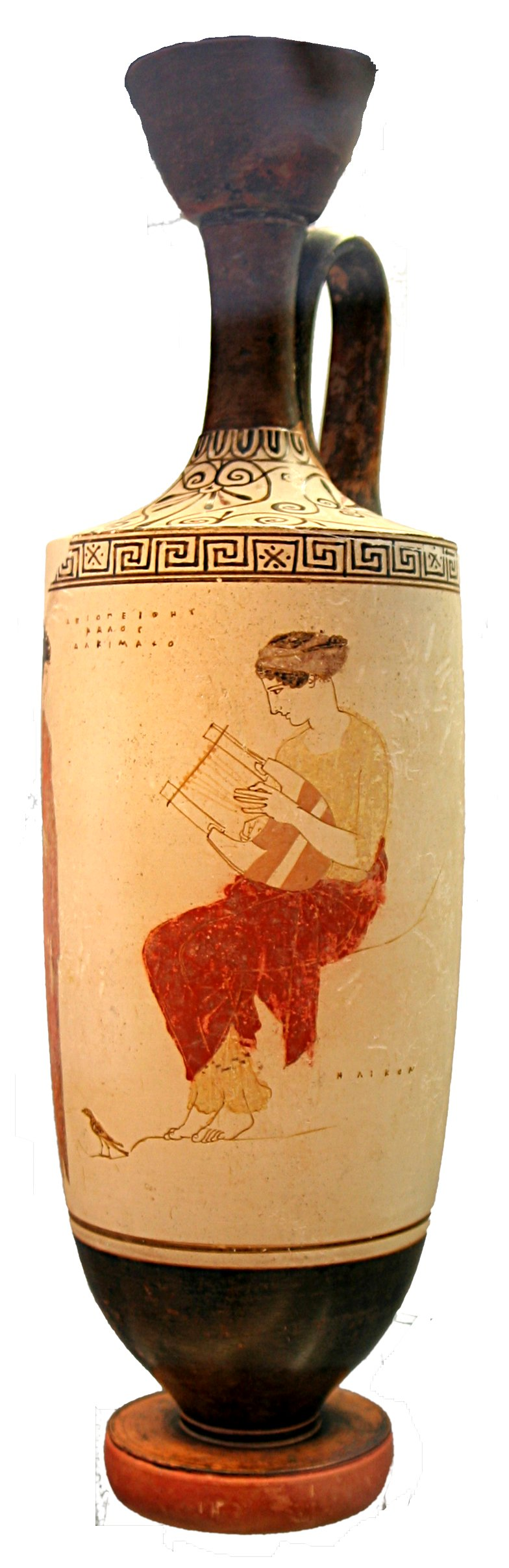
Una musa tocando la lira sobre una piedra con la inscripción Helikon. Lécito ático de fondo blanco, c. 440-430 a. C.

## Historia
El valle al este del monte Helicón fue asociado con las musas, o poetas, no más tarde del 500 a. C. El poeta Hesíodo procedía de la aldea de Ascra, en el valle. Canta a las musas locales en sus poemas, y dice que él mismo las conoció en el valle cuando era pastor. Al mismo tiempo, describe la región y sus condiciones. En la antigüedad posterior, el lugar se convirtió en un santuario dedicado a las musas, especialmente con el apogeo del período helenístico y el siglo II a. C., en particular.
Allí se celebraba el festival de las Museias , organizado cada cinco años por los tespios. Las celebraciones incluían concursos de poesía, música y teatro, como épica, poesía lírica, rapsodia, cítara y aulós, así como tragedia, comedia y sátira. A partir del siglo I a. C. , las fiestas se celebraban principalmente en honor del emperador romano, y era conocida como la Gran Cesárea. Según Ateneo, Anfión de Tespia escribió una obra de al menos dos libros sobre el santuario. Filóstrato dice que Apolonio de Tiana visitó el santuario.
Las primeras excavaciones arqueológicas se llevaron a cabo en la zona en 1882 bajo la dirección de Panagiótis Stamatákis. En 1888-1890 se llevaron a cabo excavaciones sistemáticas. Fueron realizados por la Escuela Francesa de Atenas bajo la dirección de Paul Jamot.

## Edificios y hallazgos
Los lugares más importantes del Valle de las Musas son:
Templo de las Musas
Pequeño templo dedicado a las musas construido en el siglo II a. C. Originalmente medía unos 12,5 m de largo y 6,5 m de ancho. Era de estilo jónico y tenía cuatro columnas en cada extremo. No parece haber tenido un pronaos ni un opistodomos. Su naos se abría hacia el oeste. En la época romana el templo se amplió hasta una anchura de 12,5 m. Posteriormente, en el lugar del templo se construyó una iglesia dedicada a la Santísima Trinidad (Agía Triáda), que fue demolida durante las excavaciones.
Estoa
También había una estoa de 96,7 m de largo. También se construyó en el siglo II a. C. y estaba situada a unos 40 m al oeste del templo. Se utilizaba para guardar las ofrendas votivas a la musa. Los regalos eran entregados especialmente por los ganadores de los concursos de los festivales de las Museias. La estoa era de estilo jónico. Originalmente contaba con un muro interior y numerosas salas. En algún momento, se construyeron columnas corintias en el interior.
Teatro
El teatro estaba situado en la ladera del monte Helicón, en el extremo occidental del valle. Se construyó a finales del siglo II a. C.. o principios del siglo I a. C. Se utilizaba para las competiciones musicales y teatrales del festival de las Museias que se celebraba en el lugar. La cávea semicircular estaba excavado directamente en la ladera de la montaña y ofrecía una buena vista de todo el valle. Los asientos de la primera fila eran de mármol. El escenario central, u orchestra, era circular. La skené medía unos 18,1 m de largo. Adosado a ella se encontraba el edificio del proscenio, que tenía 14 semicolumnas dóricas. Se conservan partes de ambos.
Escultura
Había estatuas de nueve musas, donadas por los tespios. También había numerosas estatuas de poetas y músicos famosos, así como estatuas de Sila y Agripa, entre otros.
Torre Ascra
En el extremo norte del valle, en la colina de Pyrgák, se encontraba una torre cuadrada. Probablemente fue construida poco antes de la Batalla de Leuctra en el 371 a. C.